# جان مایکل مک‌دونا
جان مایکل مک‌دونا (انگلیسی: John Michael McDonagh)(متولد ۱۹۶۷) فیلمنامه نویس و کارگردان فیلم با ملیت انگلیسی و ایرلندی است. او نویسنده و کارگردان آثاری چون نگهبان (فیلم ۲۰۱۱) و کالواری (۲۰۱۴) بود، او برادر بزرگتر مارتین مک‌دونا، نمایشنامه نویس و فیلمساز است.